# 쿠시넨 클럽 참살사건

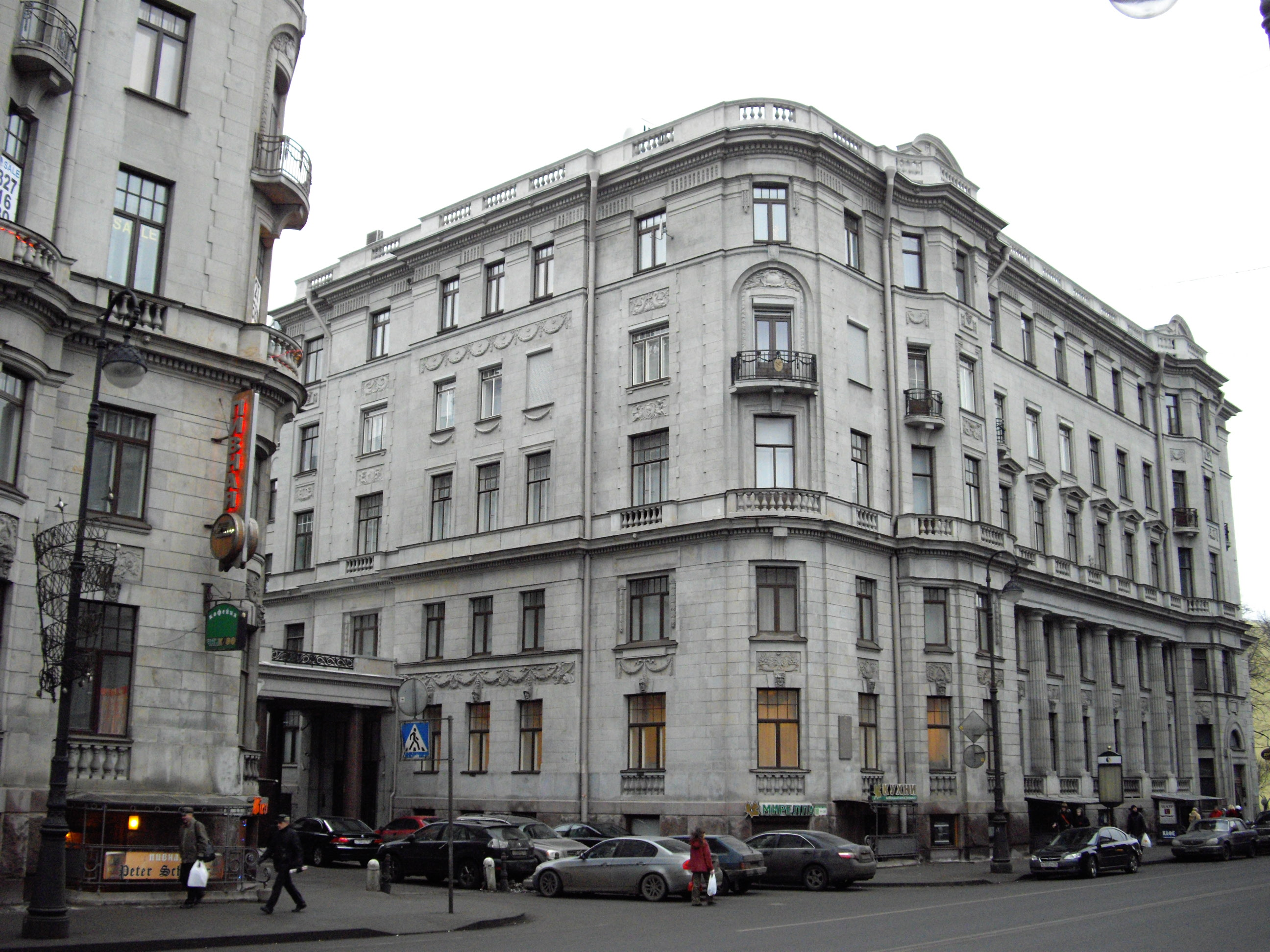
쿠시넨 클럽이 위치해 있던 상트페테르부르크 Kamenno-ostrovski prospekt 26–28

쿠시넨 클럽 참살사건(영어: Kuusinen Club Incident 쿠시넨 크루빈 무르하트[*])은 1920년 8월 31일 상트페테르부르크의 쿠시넨 클럽(핀란드 공산당 당사)에서 핀란드 공산당 간부 여덟 명이 총에 맞아 죽은 사건이다.

## 배경
1918년 핀란드 내전이 적군의 패배로 끝나면서 수천 명의 적위대 패잔병이 러시아로 도피했는데, 주로 페테르부르크에 가장 많이 모여들었다. 적위대 지도부는 도피하면서 핀란드 국립은행에서 훔쳐온 수백만 마르카 및 외화들로 페테르부르크의 최고 호텔과 식당을 이용하며 흥청거렸다.
함께 러시아로 도피해온 핀란드 공산주의자들은 매우 빈궁한 처지에 있었고, 당 간부들을 공개적으로 비판한 사람은 당무에서 배제되었다.
이런 상황 하에 당 지도부와 당원들 사이의 격차를 폭력으로써 해결하려 한 사람들이 사건을 일으켰다.

## 사망자
- 투오마스 빌호 휘르스퀴무르토
- 배이뇌 요키넨
- 페르디난드 테오도르 케투넨
- 콘스타 린드크비스트
- 유카 라흐야
- 유시 사이니오
- 리사 사볼라이넨
- 유하 테오도르 비타사리

## 피의자
이상 사망자들을 총격으로 살해한 범인들은 적군 사관학교 생도 6명으로, 아쿠 파시와 알란 해글룬드가 주도자였다.
범인들은 자신들의 범행 동기를 밝힌 글을 남기고 순순히 자수했다. 1922년, 범인들에게는 유죄가 선고되었다. 보이토 엘로란타는 현장에 없었지만 사건을 계획했다는 혐의로 사형이 선고되었고 나머지 실행범들은 부랴트의 감옥에서 3-5년 복역형이 선고되었다. 엘로란타의 사형은 이후 감형되었고 나머지 실행범들도 1922년 7월 이전에 모두 석방되었다. 그러나 유카 라흐야의 형제인 에이노 라흐야가 감형재심 과정에 로비를 하여 1923년 엘로란타를 처형시켰다. 엘로란타의 아내 엘비라 빌만도 1925년 4월 처형되었다.
1920년 9월 20일 예르미타시에 사망자들을 기리는 기념물이 만들어졌는데, 사망자들이 핀란드 백군에게 살해되었다고 사실을 날조하였다.